# Réorganisation des corps d'artillerie français (1795)
Pour les articles homonymes, voir Réorganisation des corps d'artillerie français.
Cette page présente la réorganisation des corps d'artillerie français de 1795, concernant l'organisation de l'artillerie incluant la création des régiments d'artillerie à cheval par le décret relatif du 18 floréal an III (7 mai 1795). Cette réorganisation est précédée par le décret du 17 avril 1792, la loi du 21 février 1793, l'arrêté du 24 juillet 1793, et du décret du 19 pluviôse an II (7 février 1794),.

## Décret du17 avril 1792
Voici les articles intéressants du décret de l'Assemblée nationale du 17 avril 1792, transformé en loi le 29 avril 1792.
« L'Assemblée nationale, ayant entendu le rapport de son comité militaire, sur la proposition faite par le roi d'ajouter au corps de l'artillerie neuf compagnies de canonniers à cheval, considérant combien il est important d'organiser cette partie de l'armée, décrète qu'il y a urgence.
L'Assemblée nationale, après avoir décrété l'urgence, décrète ce qui suit :
Article 1er : Le corps de l'artillerie sera augmenté de neuf compagnies de canonniers à cheval ; deux seront attachées à chacun des deux premiers régiments, et une à chacun des cinq autres. Les neuf compagnies ne feront le service à cheval que pendant le temps de guerre seulement.
Article 2 : Les compagnies de canonniers à cheval, lorsque les circonstances l'exigeront, pourront être séparées de leurs régiments, pour être réunies selon les besoins du service.
Article 3 : Chaque compagnie sera composée d'un sergent-major, trois sergents, un caporal-fourrier, trois caporaux, trois appointés, trois artificiers, trente premiers canonniers, trente seconds canonniers et deux trompettes, faisant ensemble 76 hommes, dont 70 montés et 6 non montés.
Article 4 : Dans le nombre des soldats de chaque compagnie, il y aura aussi 2 ouvriers en fer et 2 ouvriers en bois, et parmi les 6 non montés il y aura un sellier et un bottier.
Article 5 : Chaque compagnie sera commandée par un capitaine en premier et un capitaine en second, un premier lieutenant et un second lieutenants ....
Article 7 : Les officiers de l'artillerie à cheval recevront un supplément de 200 livres en augmentation des appointements qu'ils auraient dans l'artillerie à pied....
Article 8. Pour former les neuf compagnies de canonniers à cheval et les mettre dès ce moment en état de remplir leur service, le ministre de la guerre désignera dans les sept régiments du corps de l'artillerie les officiers des différents grades et les sergents ; le reste sera pris parmi les premiers canonniers ayant moins de 40 ans et parmi les seconds canonniers ayant au moins 18 mois de service : les neuf caporaux-fourriers et les 18 trompettes seront tirés des troupes à cheval....
Article 10 : Le ministre de la guerre fera rassembler incessamment dans l'une des villes du commandement des trois généraux d'armée, du Nord, du Centre et du Rhin, les officiers, sous-officiers et soldats, destinés au service de canonniers à cheval, pour y être formés conformément au présent décret....
Article 12 : Les neuf divisions de bouches à feu que doivent servir ces neuf compagnies de canonniers à cheval, feront, ainsi que leurs charretiers et attelages, partie des trois grands équipages d'artillerie destinés aux trois armées ; mais la nature du service qu'elles auront à remplir exigeant une augmentation de 36 chevaux par division, ce qui en fait 324 pour les neuf divisions, l'Assemblée nationale, conformément au marché passé avec les entrepreneurs à raison d'une livre dix-huit sols par jour de service d'un cheval d'artillerie à la guerre et de vingt sols par ration de fourrage, décrète une somme de 342 954 livres pour cette dépense pendant 265 jours de campagne....
Article 14 : Le présent décret sera porté dans le jour à la sanction du roi.
Signés : Bigot, président ; Bréard , Mailhe, Du molard et Saladin, secrétaires. »
Le ministre envoya immédiatement une circulaire aux sept régiments et aux autres fractions de l'artillerie pour que les officiers « fissent connaître leurs vœux à cet égard ».

Chose étonnante pour le temps et pour tous les temps, on avait besoin de 36 officiers, il ne s'en présenta que 32, et sur ces 32 officiers, 3 lieutenants seulement. Les officiers étaient pauvres, ils craignaient la dépense. 

Ces neuf compagnies sont ainsi formées et rattachées : 
- 1re compagnie du capitaine de Chanteclair, pour le 1er régiment d'artillerie à pied attachée à l'armée du Rhin ;
- 2e compagnie du capitaine de Barrois, pour le 1er régiment d'artillerie à pied attachée à l'armée du Centre ;
- 3e compagnie du capitaine de Dorsner pour le 2e régiment d'artillerie à pied attachée à l'armée du Rhin ;
- 4e compagnie du capitaine de Langlez pour le 2e régiment d'artillerie à pied attachée à l'armée du Rhin ;
- 5e compagnie du capitaine de Saint-Pardoux pour le 3e régiment d'artillerie à pied attachée à l'armée du Nord ;
- 6e compagnie du capitaine de Lacombe Saint-Michel pour le 4e régiment d'artillerie à pied attachée à l'armée du Centre ;
- 7e compagnie du capitaine de Vermandovillers pour le 5e régiment d'artillerie à pied attachée à l'armée du Centre ;
- 8e compagnie du capitaine de Hanicque pour le 6e régiment d'artillerie à pied attachée à l'armée du Nord ;
- 9e compagnie du capitaine de Baltus pour le 7e régiment d'artillerie à pied attachée à l'armée du Nord.

## Loi du21 février 1793
Une nouvelle loi, votée le 21 février 1793, prescrivit la formation de 11 compagnies nouvelles, ce qui en porta le nombre à 20 :
- la 10e compagnie, du capitaine Destrez, est attachée au 1er régiment d'artillerie à pied ;
- la 11e compagnie, du capitaine Fouler, est attachée au 2e régiment d'artillerie à pied ;
- la 12e compagnie, du capitaine Menou, est attachée au 3e régiment d'artillerie à pied ;
- la 13e compagnie, du capitaine Grimpair, est attachée au 3e régiment d'artillerie à pied ;
- la 14e compagnie, du capitaine d'Anthouard, est attachée au 4e régiment d'artillerie à pied ;
- la 15e compagnie, du capitaine Dommartin, est attachée au 4e régiment d'artillerie à pied ;
- la 16e compagnie, du capitaine Julien, est attachée au 5e régiment d'artillerie à pied ;
- la 17e compagnie, du capitaine Marescot, est attachée au 5e régiment d'artillerie à pied ;
- la 18e compagnie, du capitaine Poix, est attachée au 6e régiment d'artillerie à pied ;
- la 19e compagnie, du capitaine Rapin-Thoiras, est attachée au 6e régiment d'artillerie à pied ;
- la 20e compagnie, du capitaine Beaufranchet, est attachée au 7e régiment d'artillerie à pied.

Les 6 premiers régiments d'artillerie se trouvèrent ainsi posséder chacun 3 compagnies à cheval, et le 7e régiment d'artillerie seulement 2 compagnies.
 
Le 8e régiment d'artillerie à pied, qui venait d'être réuni à l'artillerie de terre et dont les fractions étaient dispersées aux colonies, fut laissé en dehors.
Pendant ce temps, le général Miaczinski levait de sa propre autorité, sur la frontière de Belgique, 2 compagnies de canonniers à cheval, dont il donnait le commandement aux capitaines Louis Jailliot et Jean Georges Victor Valentin Raindre père. Il existe une bonne lettre adressée au
ministre Bouchotte par le capitaine Jean Georges Victor Valentin Raindre pour se plaindre de n'avoir pas reçu de chevaux, tandis que l'intrigant Louis Jailliot a su s'en faire donner. Le ministre lui répond qu'il ne sait ce qu'il lui veut, et qu'il ne connaît ni Jean Georges Victor Valentin Raindre, ni Louis Jailliot. Toutefois, informations prises, et en considération de la bravoure déployée par ces compagnies dans la malheureuse campagne de Neerwinden, la Convention décrète le 11 mai leur admission sous les nos 21 et 22. Louis Jailliot fut placé au 1er régiment d'artillerie à pied et Jean Georges Victor Valentin Raindre au 7e régiment d'artillerie à pied.

## Arrêté du24 juillet 1793
Le 24 juillet 1793, des ordres sont expédiés pour la formation de 8 nouvelles compagnies : 3 à Metz, 3 à Besançon et 2 à Valence, ces dernières destinées à l'armée des Alpes. Il semble que l'on ait voulu s'en tenir à ces 30 compagnies, car les mêmes dépêches préviennent les généraux commandants d'artillerie et les conseils d'administration qu'un arrêté du Conseil exécutif, en date du 5 juillet, règle, pour éviter la confusion, que les numéros des compagnies à cheval d'un régiment feront suite aux numéros des compagnies attachées au régiment qui le précède.

Tout était évidemment à recommencer si l'on créait encore des compagnies nouvelles.
A ce moment, voici comment ces 30 compagnies se trouvèrent distribuées et désignée :
- 1er régiment d'artillerie
  - 1re compagnie du capitaine Grimpair, précédemment des capitaines Saint-Martin et Chanteclair
  - 2e compagnie du capitaine Debelle, précédemment du capitaine Hanique
  - 3e compagnie du capitaine Destrez, ex 10e compagnie
  - 4e compagnie du capitaine Louis Jailliot, ex 21e compagnie
  - 5e compagnie du capitaine Riffet, en formation à Metz
- 2e régiment d'artillerie
  - 6e compagnie du capitaine Foucher, ex 3e compagnie, précédemment du capitaine Dorsner
  - 7e compagnie du capitaine Langlez, ex 4e compagnie
  - 8e compagnie du capitaine Fouler, ex 11e compagnie
  - 9e compagnie du capitaine Prébois, en formation à Besançon
  - 10e compagnie du capitaine Liébert, en formation à Besançon
- 3e régiment d'artillerie
  - 11e compagnie du capitaine Bardenet, ex 5e compagnie, précédemment du capitaine Saint-Pardoux
  - 12e compagnie du capitaine Menou
  - 13e compagnie du capitaine de Vernerey, précédemment du capitaine Grimpair
  - 14e compagnie du capitaine Charles François Marles, en formation à Besançon
- 4e régiment d'artillerie
  - 15e compagnie du capitaine Mouvant, ex 6e compagnie, précédemment du capitaine Lacombe Saint-Michel
  - 16e compagnie du capitaine d'Anthouard, ex 14e compagnie,
  - 17e compagnie du capitaine Dommartin, ex 15e compagnie,
  - 18e compagnie du capitaine Baltus, en formation à Besançon,
- 5e régiment d'artillerie
  - 19e compagnie du capitaine Rapin-Thoiras, ex 7e compagnie, précédemment des capitaines Défaut, Sorbier et Vermandovilliers
  - 20e compagnie du capitaine La Tournerie, ex 16e compagnie,
  - 21e compagnie du capitaine Marescot, ex 17e compagnie,
  - 22e compagnie du capitaine Martraire, en formation à Valence,
- 6e régiment d'artillerie
  - 23e compagnie du capitaine Cuny, ex 8e compagnie, précédemment du capitaine Barrois
  - 24e compagnie du capitaine Poix, ex 18e compagnie,
  - 25e compagnie du capitaine Châtenet, ex 19e compagnie, précédemment du capitaine Rapin-Thoiras
  - 26e compagnie du capitaine Cuny cadet, en formation à Metz,
- 7e régiment d'artillerie
  - 27e compagnie du capitaine Éblé, ex 9e compagnie, précédemment du capitaine Baltus
  - 28e compagnie du capitaine Beaufranchet, ex 20e compagnie,
  - 29e compagnie du capitaine Jean-Baptiste Victor Raindre, ex 22e compagnie,
  - 30e compagnie du capitaine Lauriston, en formation à Metz.

Cette formation fut laborieuse, bien qu'on ait ouvert largement les portes aux soldats de cavalerie. L'artillerie à cheval, toujours à l'avant-garde, éprouvait d'ailleurs des pertes énormes. Tous les capitaines, tous les généraux écrivaient que des compagnies de 76 hommes ne pouvaient suffire à assurer le service des bouches à feu.

## Décret du19 pluviôse anII
Le décret du 19 pluviôse an II (7 février 1794), signé par Carnot, Barère, Robespierre, Billaud-Varennes, Collot d'Herbois, Couthon et Robert Lindet, met toutes les compagnies à 100 hommes et en créa 10 nouvelles, qui furent immédiatement formées, 2 à Metz, 2 à Strasbourg, 2 à Besançon, 2 à Douai, 1 à Grenoble et 1 à Rennes. Cette formation a donné lieu à un nouveau remaniement du numérotage des compagnies.
À côté de ces 40 compagnies régulières, il y en avait d'autres qui s'étaient organisées spontanément parmi les volontaires, et l'on commençait à sentir les inconvénients que présentaient ces petits corps indépendants.
Dès le 9 mars 1793, le capitaine Nicolas Ferveur, qui a commandé plus tard le 4e à cheval, proposait dans un mémoire « de former l'artillerie volante de la République en quatre corps de cinq compagnies ». Cette idée fut admise, mais la difficulté était de la réaliser. On laissa aux généraux d'armées le soin d'apprécier l'opportunité et la forme de cette organisation, qu'on appelle la première formation. Le décret du  19 pluviôse an II (7 février 1794) se borna à poser les bases. 
Les régiments devaient se composer de 6 compagnies et un dépôt, et le nombre des régiments fut de 8, de manière à absorber à peu près toutes les compagnies ayant une existence officielle.

## Décret du18 floréal anIII
Décret relatif à l'organisation de l'arme de l'artillerie du 18 floréal an III (7 mai 1795) (principaux des 70 articles) :
- Article 1 : L'arme de l'artillerie sera composée ainsi qu'il suit, savoir :

Douze compagnies d'ouvriers
Un corps de pontonniers
Huit régiment d'artillerie à pied :
1er régiment d'artillerie à pied
2e régiment d'artillerie à pied
3e régiment d'artillerie à pied
4e régiment d'artillerie à pied
5e régiment d'artillerie à pied
6e régiment d'artillerie à pied
7e régiment d'artillerie à pied
8e régiment d'artillerie à pied
Huit régiment d'artillerie à cheval :
1er régiment d'artillerie à cheval
2e régiment d'artillerie à cheval
3e régiment d'artillerie à cheval
4e régiment d'artillerie à cheval
5e régiment d'artillerie à cheval
6e régiment d'artillerie à cheval
7e régiment d'artillerie à cheval
8e régiment d'artillerie à cheval
- Article 2 : Le régiment d'artillerie et les compagnies d'ouvriers des colonies seront réunis à l'armée de terre, et recevront la même organisation.
- Article 3 : Il sera affecté deux cent vingt-six officiers à l'inspection et direction du matériel de l'artillerie, tant aux armées que dans les places et les colonies.
- Article 7 : Chaque régiment d'artillerie à pied sera composé de vingt compagnies réparties en cinq sections et d'un état-major.
- Article 9 : Chaque régiment d'artillerie à cheval sera composé de six compagnies et d'un état-major.
- Article 12 : Il sera créé un corps de pontonniers destiné à la formation et à l'entretien des ponts de bateaux à construire sur le Rhin. Ce corps sera composé de huit compagnies et d'un état-major.
- , etc.

## Sources et bibliographie
- Henri Kauffert : Historique de l'artillerie française
- Louis Susane : Histoire de l'artillerie Française
- Historiques des corps de troupe de l'armée française (1569-1900)
- Bulletin annoté des lois, décrets et ordonnances, depuis le mois de juin 1789 jusqu'au mois d'août 1830 Tome 5 - page 548 et suivantes avec des notices par MM. Odilon Barrot, Henri de Vatimesnil, Jean-Gilbert Ymbert ; mis en ordre et annoté par M. Lepec, avocat à la cour royale de Paris.